# Ditrichum plumbicola
Ditrichum plumbicola là một loài rêu trong họ Ditrichaceae. Loài này được Crundw. mô tả khoa học đầu tiên năm 1976.